# 木村あやか
木村 あやか（きむら あやか）は、日本の女性声優。主にアダルトゲームに声をあてている。
2024年6月1日にVTuberとしてデビューした。

## 出演
太字はヒロイン・メインキャラクター。

### ゲーム

#### 2002年
- いきなりはっぴぃベル（向坂つぼみ）
- ヤミと帽子と本の旅人（メイリン、玉藻の前）
- 雪のとける頃に…（御影 あゆみ）
- モルダヴァイト（ニナ=フロム）

#### 2003年
- After...（ルー）
- Grope 〜闇の中の小鳥たち〜（上篠絵理華）
- Infantaria XP（ソフィア）
- つばさのうた（聖森由佳里）
- 月は東に日は西に 〜Operation Sanctuary〜（野乃原結）
- VAGRANTS（アンナ）
- 妹☆妹（まい☆しすたぁ） 〜Sweet Gemini〜（藍澤華穂）
- Maple Colors（秋穂もみじ）
- Lamb -ラム-（フィオ）
- 胸キュン!はぁとふるCafe FULL ANIMATION DVD Players Game（香坂ちより）
- ONE 〜輝く季節へ〜 フルボイス版（長森瑞佳）
- 天巫女姫（比良坂菊里）

#### 2004年
- あねいも 〜アイとHのステップアップ〜（遠野まどか）
- 生贄令嬢（結城榛奈）
- AngelWish 〜放課後の召使いにチュッ!〜（喜多見早知）
- オーガストファンBOX（野乃原結）
- 汚れた音色 〜手折られた姉妹〜（里見あゆむ）
- 真説 猟奇の檻（真田くらら）
- 新体操(真)（藤宮小雪）
- ぷにぷに☆はんどメイド（メイリン、玉藻の前）
- 魔法戦士スイートナイツ2〜メッツァー叛乱〜（宮守麻由希（スイートパッション））
- 美香がんばる 〜おしえてえっちなお勉強〜（加藤美香）
- みずのかけら（葉月）
- MinDeaD BlooD 〜支配者の為の狂死曲〜（園原麻由）
- MinDeaD BlooD 〜麻由と麻奈の輸血箱〜（園原麻由）
- めじょく 〜復讐学園〜（坂上まりも）
- 優遇接待#（神海美乃）
- レクイエム（七原雪菜）
- 僕と4人の女教師（フェリア・神田＝モンデリヒト）

#### 2005年
- 秋色謳華（新山葵）
- 秋色恋華（新山葵、挿入歌担当）
- 甘恋天使 すい〜とすい〜とえんじぇる（フェリス）
- 医辱（七瀬紗里奈）
- IZUMO零（永峰陽子）
- 処女はお姉さまに恋してる（周防院奏）
- 鬼神楽（イチ）
- 女教師 DVD EDITION（結城歌穂）
- Gift 〜ギフト〜（藤宮千紗）
- 光臨天使エンシェル・レナ（リリクス）
- チュートリアルサマー（田中春子）
- ちょっと素直にどんぶり感情（牧村雪音）
- D-spray 媚薬でモテモテ 課長代理補佐（桜木綾菜）
- でぼの巣箱（イチ）
- Tears to Tiara（リムリス）
- 天使ノ二挺拳銃 -Angelos Armas-（渡部風子）
- パクッちゃうぞ!!（来生舞）
- 刃鳴散らす（武田笙）
- ふたりの兄嫁（宮本静玖）
- プリンセスうぃっちぃず（セシリア・ミューズリー）
- 魔法戦士スイートナイツCompleteDisc（宮守麻由希（スイートパッション））
- 松島枇杷子は改造人間である（星山亜紀）
- みにょっ!2 〜今度は社務所〜（日扇御守、七尾）
- 闇の声異聞録（世愛）[1]
- 陽の章 〜ぺろぺろCandy〜（キャンディ）

#### 2006年
- あると（桜岡美春）
- いな☆こい! 〜お稲荷さまとモテモテのたたり〜（神代睦月）
- AR 〜忘れられた夏〜（白河つみれ）
- がくと!（星野真珠）
- きすみみ!! 〜Kiss! Me! Me!〜（密）
- Giftにじいろストーリーズ（藤宮千紗）
- ゴア・スクリーミング・ショウ（一柳あかね）
- C.D.Christmas Days 〜サーカスディスク クリスマスデイズ〜（白河つみれ）
- D-spray2 媚薬でモテモテ 課長代理 湯けむり旅情編（栗橋さつき）
- てすた〜Teach&Study〜（矢村和美）
- 遥かに仰ぎ、麗しの（上原奏）
- Pia♥キャロットへようこそ!!G.O. 〜グランド・オープン〜（楢原燕）
- WHITE×RED（皇百合花）
- フルアニ（ウルル・フルル）
- まほ☆たまシリーズ（メイ）
- み・こ・こ・ん -巫女婚-（ミサキ 、ナナカ）
- みはる -あるとアナザーストーリー（桜岡美春）
- わんことくらそう（みかん）
- 辱アナ（水無月優妃）

#### 2007年
- Aster（藤宮かなで）
- あねいも2 〜Second Stage〜（霧島深月[2]）
- ALICE♥ぱれーど 〜二人のアリスと不思議の乙女たち〜（ルナ）
- 片恋いの月 （八島杏奈）
- きみのかたちがうつる （フェリア・神田＝モンデリヒト、矢村和美）
- Xross Scramble（エスカ・ロニア）
- 恋姫†無双 〜ドキッ☆乙女だらけの三国志演義〜（董卓）
- 借金姉妹 （宮森香純）
- 真・燐月 （緋月鈴音）
- Dies irae -Also sprach Zarathustra-（ルサルカ・シュヴェーゲリン）
- Chu×Chuアイドる （ヒヨリ・ピクシー）
- Chu×Chuぱらだいす（ヒヨリ・ピクシー）
- ツナガル★バングル （一ノ瀬悠夏）
- 夏めろ （水上秋）
- ね〜PON?×らいPON! （花梨）
- プリミティブリンク（リコフェリア＝デュエンデ）
- MagusTale 〜世界樹と恋する魔法使い〜（九条優花）
- 魔法戦士シンフォニックナイツ〜女神を継ぐ乙女たち〜（宮守麻由希（スイートパッション）、リリクス）
- 魔法戦士エリクシルナイツ〜運命に繋がれし乙女たち〜（リリクス）
- リリカル♪りりっく（アリエッタ）
- 辱島-ジョクジマ-（春海美月）
- タイムリープ（葉山悠）
- ピリオド（弥月美由）
- 彗聖天使プリマヴェールZwei（軍師キルヴィール）

#### 2008年
- 秋箱（新山葵）
- 朝凪のアクアノーツ（白玉かなか）
- あねいも2 H's 〜もっとHにステップUP!〜（霧島深月）
- WIZARD GIRL AMBITIOUS（キャロル・ミルト）
- オトメクライシス（エスカ・ロニア）
- さかしき人にみるこころ（純真路乃）
- 借金姉妹2（宮森香純）
- 水平線まで何マイル? -Deep Blue Sky & Pure White Wings-（古賀沙夜子）
- セイクリッドグラウンド（宮守麻由希（スイートパッション）/リリクス）
- ちゅうちゅうナース（八神七霞）
- ティンクル☆くるせいだーす（サリー）
- とっぱら〜ざしきわらしのはなし〜（幸子）
- ぴこぴこ 〜恋する気持ちの眠る場所〜（ナナ）
- ピリオド -SWEET DROPS-（弥月美由）
- プラゥヴ クルイード（賀茂六花）[3]
- プリンセスラバー!（藤倉優）
- ふるふる★フルムーン（天宮実里）
- ほしうた（黒田結衣）
- MagusTale Infinity（九条優花）
- マジカライド（ヴァージナル）
- 魔法戦士レムティアナイツ（宮守麻由希（スイートパッション）/リリクス）
- 闇の声ZERO（松原美紀）
- リリカルDS（アリエッタ）
- それは舞い散る桜のように 完全版（桜香）
- ヨスガノソラ（依媛奈緒）
- 真・恋姫†無双 〜乙女繚乱☆三国志演義〜（董卓）
- むすめーかー（すいか）

#### 2009年
- Canvas3 〜白銀のポートレート〜（千種菜々美）
- Signal Heart（高司智沙）
- どんちゃんがきゅ〜（純真路乃）
- ハルカナソラ（依媛奈緒）
- ひだまりバスケット（湊深美）
- キスと魔王と紅茶（柊千夜子）
- 装甲悪鬼村正（ふき、義清、頭領、オーリガ）
  - 装甲悪鬼村正 邪念編（2010年、義清）
- すまいるCubic! -水平線まで何マイル? アフター&アナザーストーリーズ-（古賀沙夜子）

#### 2010年
- メルクリア 〜水の都に恋の花束を〜（クラリィ＝ジェンティーレ）
- あまつみそらに!（帷千紗）
- 夏に奏でる僕らの詩（葉山歌音）
- ゆにばる! PARANORMAL GIRLS STRIKE!!（フウ）
- アッチむいて恋（千歳杏樹）
- ねこ☆こい! 〜猫神さまとネコミミのたたり〜（龍堂美咲）
- 神様のりんご（純真路乃[4]）
- まじのコンプレックス（純真路乃）
- Tiny Dungeon 〜BLACK and WHITE〜（ルアン＝ルゥム）
- Tiny Dungeon 〜BLESS of DRAGON〜（ルアン＝ルゥム）
- 恋と選挙とチョコレート（猿江愛）
- アザナエル（ノーコ）
- 初恋サクラメント（栄原鏡香[5]）

#### 2011年
- Flyable CandyHeart（ルナ[6]）
- relations sister×sister.（山城美沙）[7]
- マブラヴ オルタネイティヴ クロニクルズ 01（千堂柚香）
- でりばらっ! -deliverance of strays-（御子神命）
- あねいも エターナルエディション（遠野まどか[8]）
- Chu×Chu! on the move〜絢爛時空の歌姫祭〜（ヒヨリ・ピクシー[9]）
- 神咒神威神楽（天魔・奴奈比売）[10]
- 七つのふしぎの終わるとき（遠近深咲）[11]
- Strawberry Nauts（八束愛姫）[12]
- クオリアフォーダンス（七瀬春菜）[13]
- World Wide Love! 世界征服彼女ファンディスク（棟本姫子）[14]
- あっぱれ!天下御免（甚内つばめ）[15]

#### 2012年
- ふたあねHs〜若葉とあやめのLOVEエロ物語〜（山城美琴）[16]
- それゆけ!ぶるにゃんマン HARDCORE!!![17]
- プリズマティックプリンセス☆ユニゾンスターズ（ヒヨリ・ピクシー）[18]
- 真剣で私に恋しなさい!S（黛沙弥佳[19]）
- ずっとつくしてあげるの!（春日井桜）[20]
- 英雄*戦姫（アーサー）[21]
- マブラヴ オルタネイティヴ クロニクルズ 02（千堂柚香）[22]
- あねいもNeo 〜Second Sisters〜（日向七菜）[23]
- あっぱれ!天下御免［祭］（甚内つばめ）[24]
- 竜翼のメロディア -Diva with the blessed dragonol-（プリム）

#### 2013年
- しろのぴかぴかお星さま（しろ）[25]
- 真剣で私に恋しなさい!A-1（黛沙弥佳[26]）
- ゆめこい 〜夢見る魔法少女と恋の呪文〜（マスコットのクララさん）[27]
- 幻創のイデア〜Oratorio Phantasm Historia〜（菜々実なる）
- なつくもゆるる（水名 りね）
- マブラヴ オルタネイティヴ クロニクルズ 03（千堂柚香）
- HHG 女神の終焉（エルアリア・アストレイア）

#### 2014年
- 英雄*戦姫GOLD（アーサー）[28]
- 天秤のLa DEA。戦女神MEMORIA（サリア）[29]
- ジンコウガクエン2（凛）[30]
- それゆけ!ぶるにゃんマン えくすたしー!!!（なるみちゃん）[31]
- レミニセンス Re：Collect（マリア）[32]
- アマカノ（高社 紗雪）[33]

#### 2015年
- シルヴァリオ ヴェンデッタ（ヴェンデッタ）[34]
- Love and Peace（久保田 詠子、キャンディ）[35]
- 果つることなき未来ヨリ（ファル・レフ・グレゴリア）[36]

#### 2016年
- 凍京NECRO〈トウキョウ・ネクロ〉（コン・スー）[37]
- 初恋サンカイメ（千田 千璃）[38]

#### 2017年
- アマカノ～Second Season～＋（高杜 紗雪）
- 真・恋姫†夢想 -革命- 蒼天の覇王（董卓）

#### 2018年
- みにくいモジカの子（花椿）
- IxSHE Tell（内巻 真希菜）
- 真・恋姫†夢想 -革命- 孫呉の血脈（董卓）

#### 2019年
- どっちのiが好きですか?（仙道 麗）
- キュートリゾート～しようよ エッチなアクティビティ～（井上 すいか）
- 真・恋姫†夢想 -革命- 劉旗の大望（董卓）

#### 2020年
- アマカノ2（高社 紗雪）

#### 2023年
- アマカノ2+（高社 紗雪）
- 真・恋姫†英雄譚外伝 -白月の灯火-（董卓）

#### 2024年
- Strawberry Nauts -ストロベリーノーツ- Full HD Memorial Plus（八束 愛姫）

### オンラインゲーム
- あいりすミスティリア!〜少女のつむぐ夢の秘跡〜（イリーナ・ボンダルチューク）[39]
- UNITIA 神託の使徒×終焉の女神（アンジェリカ）

### コンシューマーゲーム
- AngelWish 〜君の笑顔にチュッ!〜（喜多見早知）
- MagusTale Eternity 〜世界樹と恋する魔法使い〜（九条優花）
- アマカノ（高社 紗雪）
- 初恋サンカイメ（千田 千璃）
- HHG 女神の終焉（エルアリア・アトスレイア）
- アマカノ ～Second Season～（高社 紗雪）

### OVA
- 初恋（西村陽子）
- 大悪司（白民華）
- Maple Colors（秋穂もみじ）
- 胸キュン！はぁとふるCafe いっかいめ 今日はどっちにする？（2002年、香坂ちより）
- めじょく 〜復讐学園〜（水田瑠維）
- 優遇接待〜孤島の極楽へようこそ〜（神海美乃）
- くノ一幕末奇譚（菖蒲）
- 夜勤病棟・参（八神優）
- アニメ 八神優（八神優）
- REQUIEM（2005年、七原雪菜）
- 新体操（真）（藤宮小雪）
- ふたりの兄嫁（宮本静玖）
- 姫騎士リリア（リリア・エーベルヴァイン）
- 借金姉妹（宮森香純）
- 連鎖病棟（和琴春菜）
- 特別病棟（成瀬瞳）
- 淫妖蟲 蝕 〜凌触島退魔録〜（香山水依）
- あねいも 第1章〜Square Sisters〜（霧島深月）[40][41]
- あねいも 第2章〜Triangle Lovers〜（霧島深月）[42]
- プリンセスラバー!（藤倉優）
- 山姫の花-真穂-（真穂）
- アマカノ高社紗雪編 /特別編（高社紗雪）

### CD
- 『秋色恋華』CDドラマ 〜葵のクイズでGOGO!〜（新山葵）（2005年9月7日発売）
- 秋色恋華 オリジナルサウンドトラック（2005年4月27日発売）
- 『Gift 〜ギフト〜』ドラマCD vol.1（藤宮千紗）（2005年9月22日発売）
- 『Gift 〜ギフト〜』ドラマCD vol.2（藤宮千紗）（2005年11月23日発売）
- 『Gift 〜ギフト〜』ドラマCD vol.3（藤宮千紗）（2005年12月21日発売）
- ドラマCD 月は東に日は西に groovin' white vacation　第1巻（野乃原結）
- ドラマCD 月は東に日は西に groovin' white vacation　第2巻（野乃原結）
- 私立アキハバラ学園 オリジナル・ドラマアルバム 「おんなのこのヒミツ」（村井麻里子）
- ドラマCD Dies irae Verfaulen segen（ルサルカ・シュヴェーゲリン）
- ドラマCD「魔装学園H×H」（千鳥ヶ淵愛音）